# Minonoska

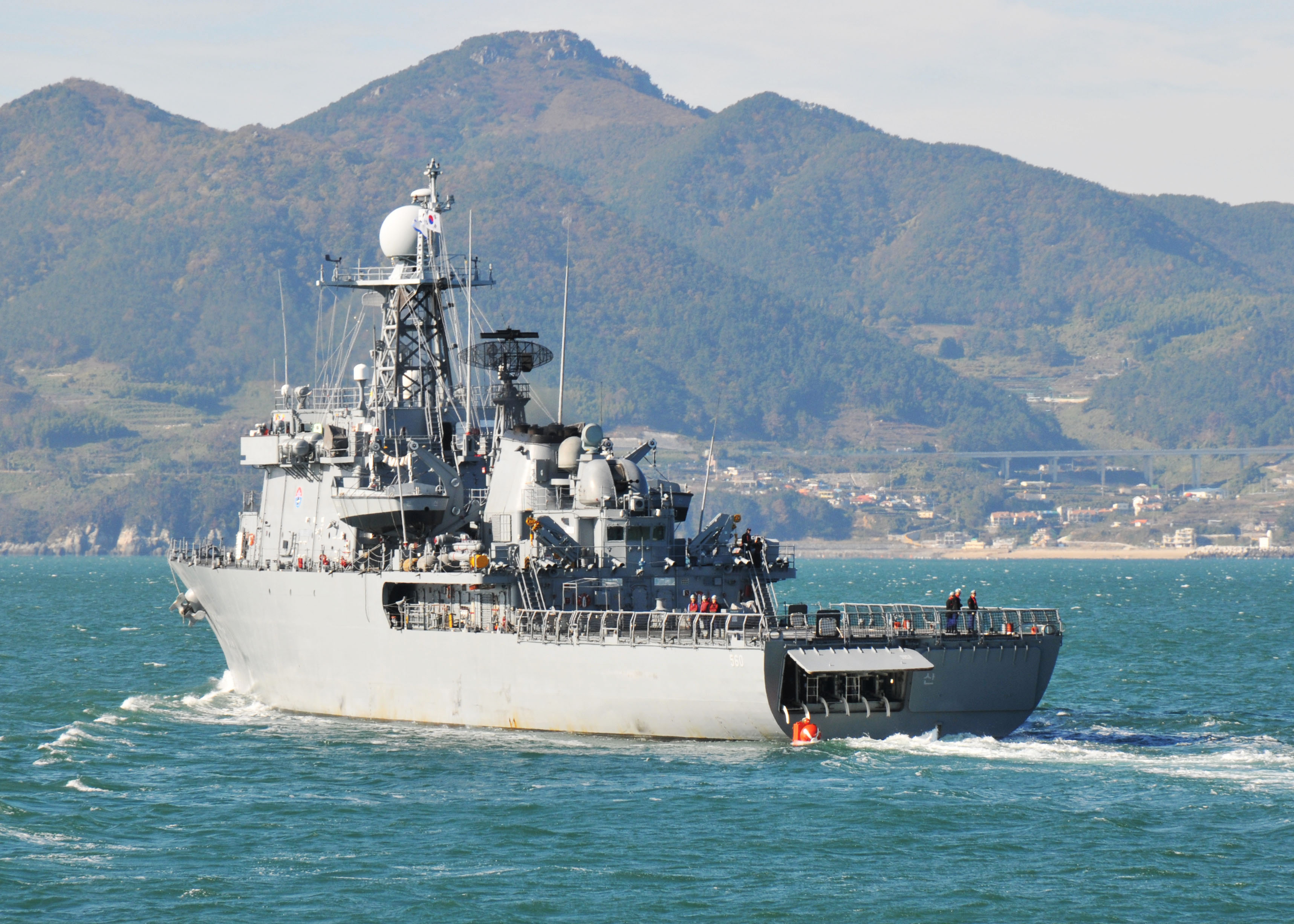
Jihokorejská minonoska Wonsan

Minonoska je válečná loď specializovaná na pokládání námořních min.

## Charakteristika minonosek

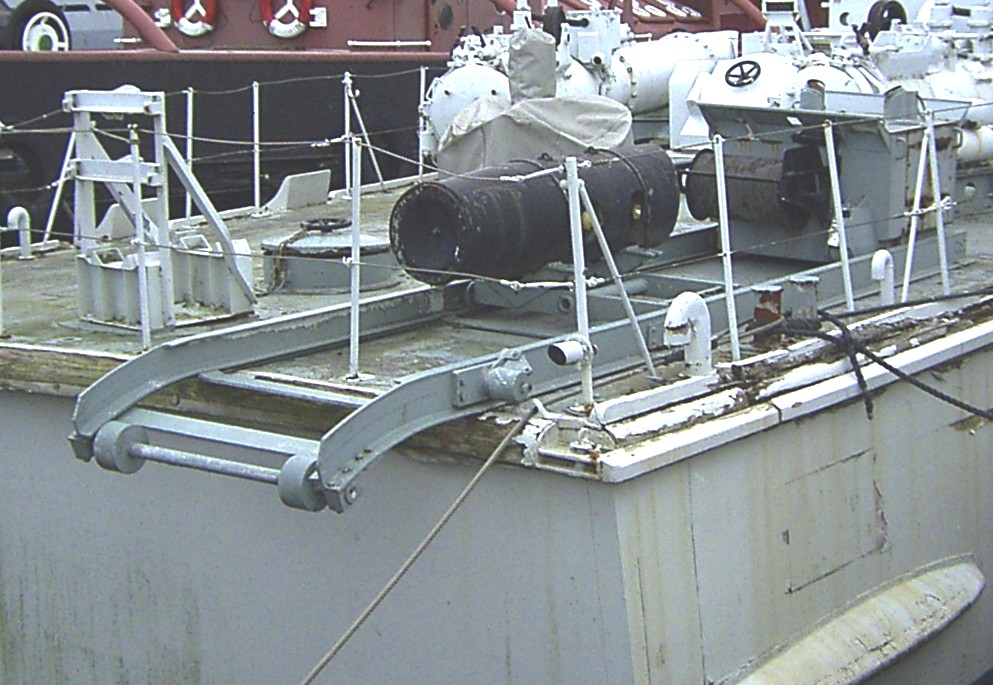
Kolejnice pro kladení min na zádi rychlého člunu

Minonosky se mohou navzájem značně lišit ve své velikosti a jednotlivá plavidla mohou mít výtlak od několika stovek tun až po několik tisíců tun. Specifickou výbavou minonosek je nákladní prostor k uložení většího počtu min a speciální kolejnice, pomocí kterých jsou miny dopravovány do moře. Kolejnice mohou vést zvláštními otvory v zádi plavidla nebo jednoduše přes palubu.
Větší nároky na plavidlo i osádku s sebou nese pokládání kabelem dálkově řízených min, které lze podle potřeby aktivovat či deaktivovat. Vedle min samotných musí loď nést i kabeláž a nutná je přítomnost specialistů na palubě.

## Využití minonosek a alternativní způsoby pokládání námořních min
Po příslušném uzpůsobení lze k účelu pokládání min využít v podstatě každou loď, jak válečnou, tak obchodní. Speciální miny, jež lze vypouštět pomocí torpédometů, umožňují zastávat tuto úlohu i ponorkám.
Mnoho námořních sil po celém světě od použití specializovaných minonosek ustoupilo a do popředí se dostalo pokládání námořních min s využitím letectva. Některé ze států s dlouhými a mělkými pobřežími, která lze jen obtížně bránit, si však minonosky ve výzbroji ponechaly. V aktivní službě zůstávají např. minonosky jihokorejské nebo finské.